# Pyongyang Tid
Pyongyang Standardtid er tidszonen for Nordkorea. Den er UTC+9 hvilket vil sige at klokken i Nordkorea er 9 timer efter UTC.
Pyongyang Standardtid blev introduceret 15. august 2015 som UTC+8:30 som en ny tidszone. Nordkorea lavede ændringen i anledning af 70-årsdagen for Koreas befrielse fra Japan i 1945, angiveligt for at gøre op med imperialisme. Japan havde nemlig afskaffet tidszonen UTC+8:30 for Korea ved annekteringen af Korea i 1910.
Tiden blev ændret tilbage til UTC+9 den 5. maj 2018.